# Crocifisso di Ognissanti
Il Crocifisso di Ognissanti è un dipinto a tempera e oro su tavola (468x375 cm) attribuito a Giotto, databile al 1315 circa e conservato nella chiesa di Ognissanti di Firenze.

## Storia
La croce venne assegnata a Giotto per la prima volta dal Ghiberti, che nei suoi Commentari ricordò altre opere dell'artista negli altari della chiesa, quali la Maestà e la Dormitio Virginis. Doveva originariamente essere collocata sul presbiterio, in posizione quindi dominante la navata e i fedeli, non lontano dalla già citata Maestà.
Assai deperita, era conservata in un ambiente adiacente alla basilica ed attribuita al "Parente di Giotto" o a un "anonimo giottesco", in ogni caso qualcuno assai vicino a Giotto e di grandissime capacità pittoriche. Sottoposta ad accurato restauro a partire dal 2005 (Opificio delle Pietre Dure, Firenze) l'opera si è rivelata chiaramente autografa di Giotto, con una datazione collocabile al 1315 circa.
Dal 6 novembre 2010 il crocifisso è stato ricollocato all'interno del transetto di sinistra valorizzato da un'illuminazione appositamente studiata.

## Descrizione e stile
Il grande crocifisso era in origine più alto, con un soppedaneo che doveva rappresentare schematicamente il Golgota oggi perduto. La tipologia richiama le più o meno coeve croci di Rimini e di Padova, con la sagoma mistilinea e la figura di Cristo dal corpo è scarno e allungato, con passaggi di colore morbidi e calibrati e brani di virtuosismo come il perizoma trasparente. La luce è al tempo stesso intensa e morbida, e mette in risalto le membra, dipinte con cura riportando anche le vene, i tendini, lo schema osseo della gabbia toracica. L'espressione del Cristo è sofferente ma dignitosa, di grande spiritualità.
Spicca l'uso del costoso blu oltremare nei bracci della croce. Ai lati si trovano tabelle quadrilobare con i dolenti a mezzo busto (Maria e Giovanni) e in alto la figura del Redentore benedicente.